# Sapphoa rigidifolia
Sapphoa rigidifolia är en akantusväxtart som beskrevs av Ignatz Urban. Sapphoa rigidifolia ingår i släktet Sapphoa och familjen akantusväxter. Inga underarter finns listade i Catalogue of Life.